# Stentrop
Stentrop ist einer der kleinsten Ortsteile der Stadt Fröndenberg/Ruhr. Er hat mehr als 150 Einwohner. 

## Geographie
Das Landschaftsbild dieser Ortschaft ist größtenteils durch agrarwirtschaftliche Nutzung geprägt und bietet schöne und häufig genutzte Wanderwege. Der Henrichsknübel ist mit 245 m über NN in Stentrop die höchste Erhebung Fröndenbergs und bietet bei guten Wetterverhältnissen einen weiten Überblick über die gesamte Landschaft.

## Geschichte
Stentrop wurde am 1. Januar 1968 eingemeindet.

## Einwohnerentwicklung
| Jahr | Einwohner |
| ---- | --------- |
| 1849 | 082       |
| 1910 | 075       |
| 1931 | 226       |
| 1956 | 250       |
| 1961 | 212       |
| 1967 | 211       |
| 1987 | 166       |
| 2010 | 173       |
| 2013 | 164       |

## Sport

### Handball
Der Handballverein TUS Germania Stentrop hatte seit den 1960er Jahren einen großen Feldhandball-Platz nahe der Ortsmitte. Das Training wurde jedoch aufgrund der Umstellung des Spielfeldes in die Hallen der Gesamtschule Fröndenberg verlegt. Der Handball-Platz wurde im Jahre 2000 in Ackerland umgewandelt. 

### Fußball
Der Fußballverein Stentroper Kickers wurde 1993 am Henrichsknübel gegründet und basierte auf 13 Vereinsmitgliedern. Aufgrund der zu geringen Mitglieder-Zahlen und fehlender Sponsoren wurde der Vereinsbetrieb 1999 eingestellt. Der Großteil der Vereinsmitglieder wechselte zum SV Bausenhagen.

## Wirtschaft
Größter Wirtschaftszweig Stentrops ist die Landwirtschaft, die etwa 90 % ausmacht. Das Haus der Mitte als Herberge im Ortskern und die drei Windräder des Henrichsknübels bereichern Stentrop um die Wirtschaftszweige der Gastwirtschaft und Energieerzeugung.